# Свадебный букет

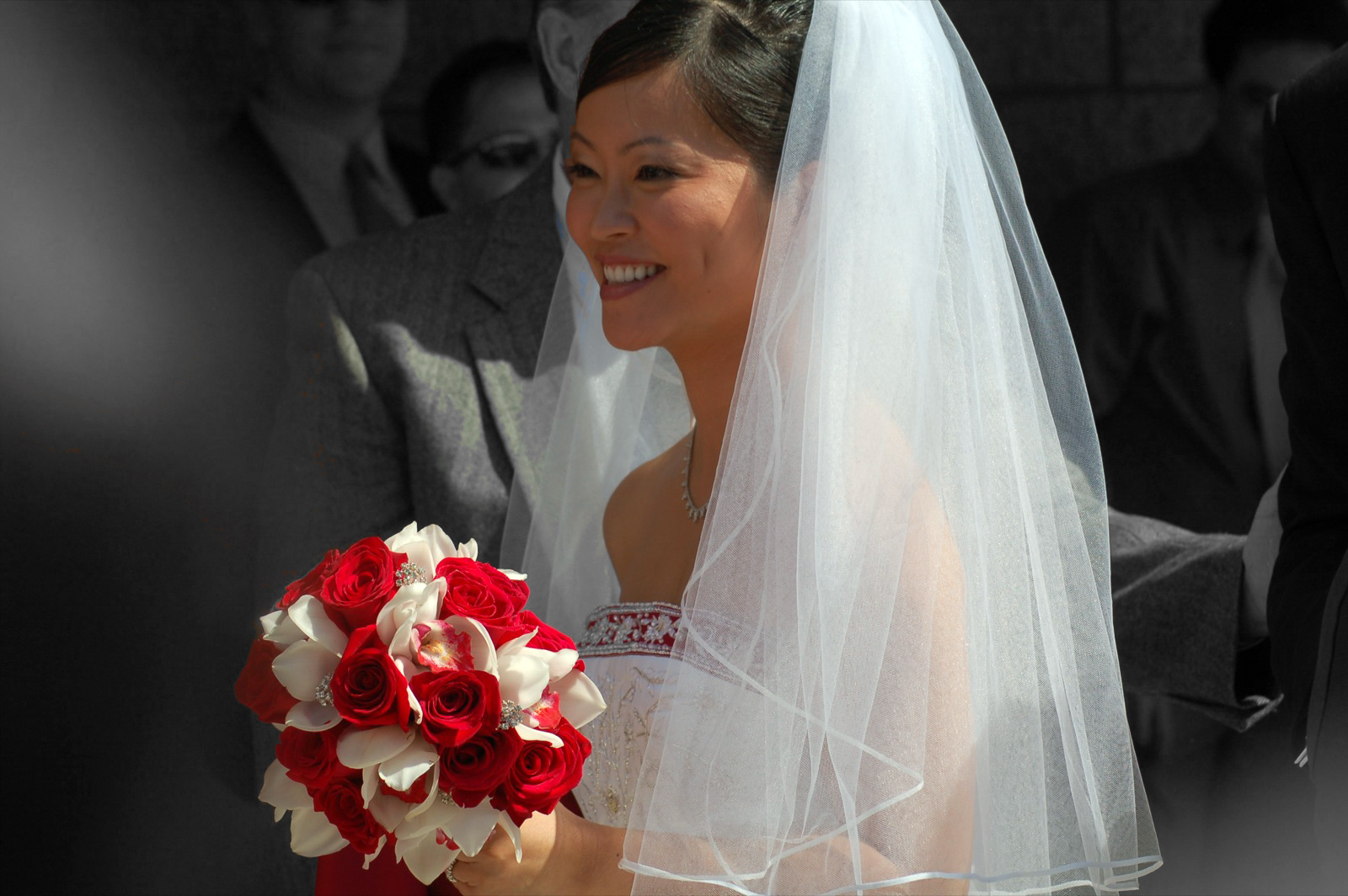
Невеста с свадебным букетом и свадебной фатой

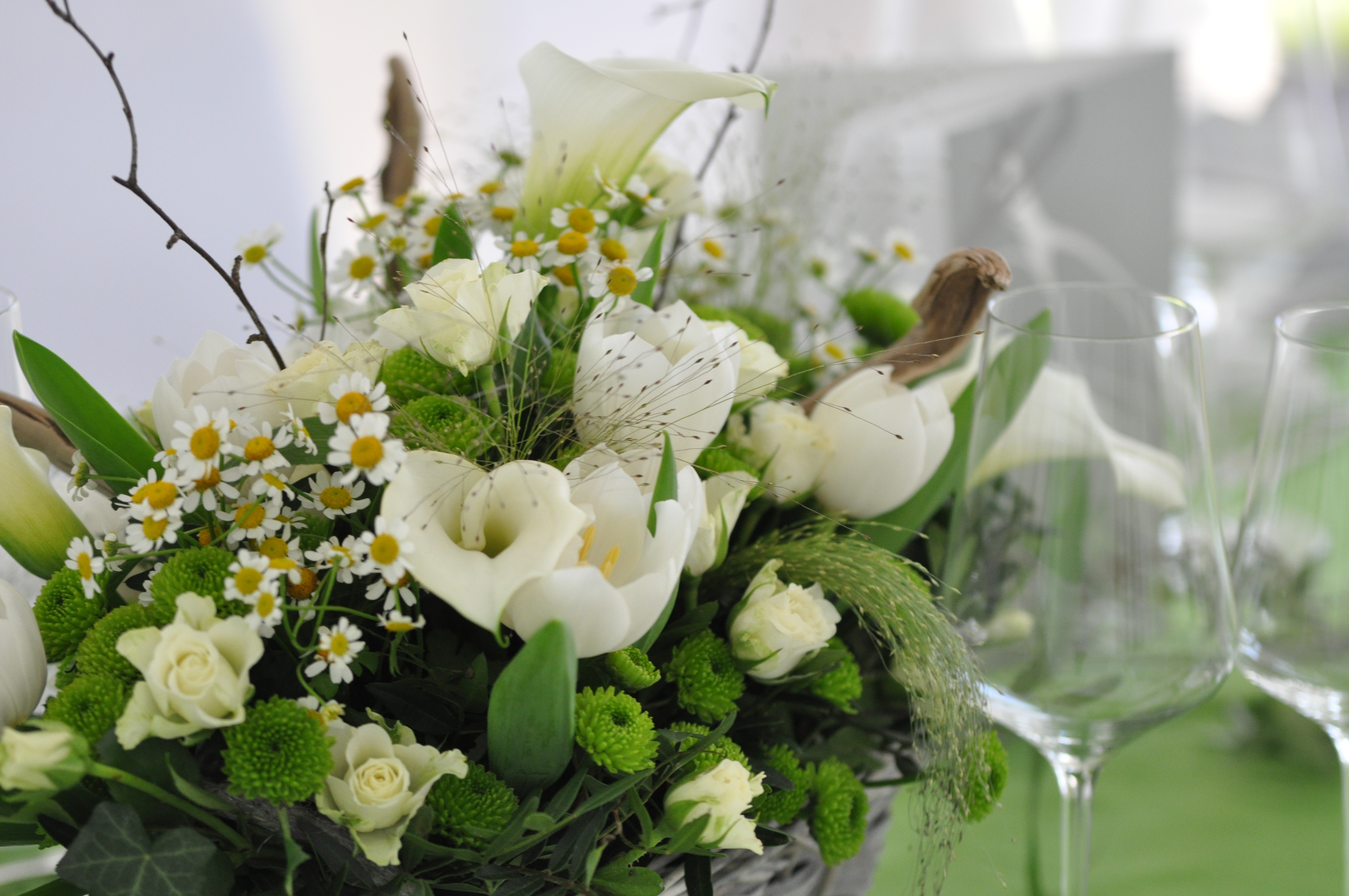
Свадебный букет

Свадебный букет, букет невесты — это традиционный флористический аксессуар, дополняющий свадебное платье.
Растения применялись в свадебных обрядах разных культур с давних времён, но не в качестве декора. Считалось, что при переходе в замужество люди особенно беззащитны. Чтобы уберечься от нападения нечисти, древнегреческие, римские и кельтские невесты надевали на шею венки из душистых трав. В Средневековой Европе будущей жене приходилось носить на себе лук и чеснок.

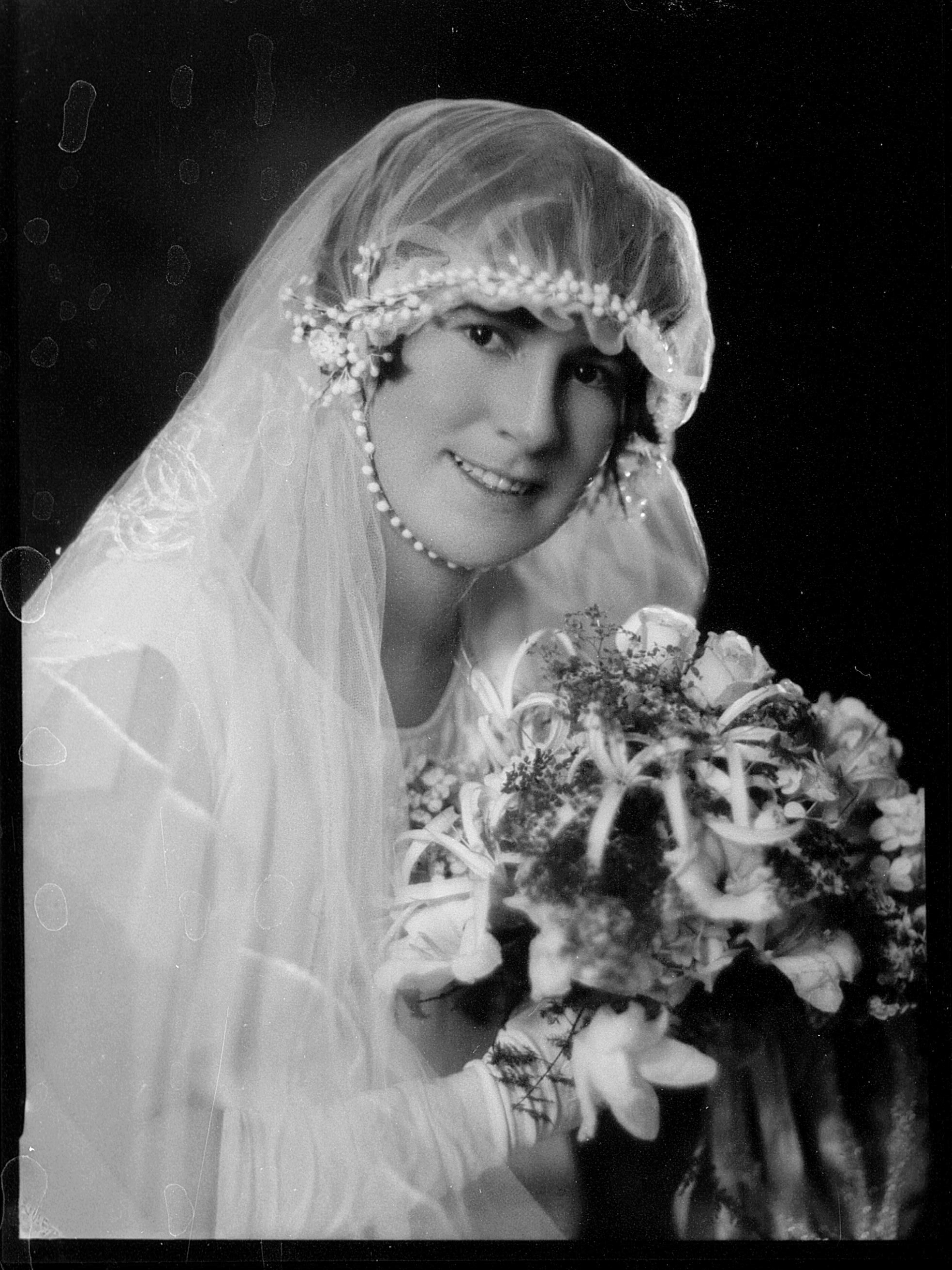
Портрет невесты в фате с букетом

Со временем в разных странах мира сформировались собственные свадебные обычаи, связанные с цветущей зеленью. Современный букет невесты обрёл популярность только в XIX веке при английской королеве Виктории, после её венчания с принцем Альбертом в 1840 году. Образ королевской невесты дополнила композиция из календулы и укропа. Календула символизировала чистоту Девы Марии, а укроп употреблялся в пищу после окончания церемонии, чтобы разжечь страсть у молодожёнов.
Мода на свадебные букеты быстро распространилась по всей Европе. Цветы подбирались в соответствие с их значением и становились своеобразным посланием. Так, розы обозначали нежность, сирень первую любовь, апельсиновые цветки (флер-д’оранж) — счастье в замужестве и пр.

### Свадебный букет в русской и европейских культурах
Современный букет невесты — дань западным традициям: в России обычай был перенят благодаря американскому кинематографу. Однако в славянской культуре существовали собственные обряды. Цветы не использовались для украшения, но как образ девичьей воли, деревце-букет из еловых веток, чертополоха.
Немецкие свадебные обычаи также связаны с цветочными композициями. Букет невесты по традиции состоит только из белых цветов — символа невинности и чистоты. В былые времена голову невесты обязательно должен был украшать венок из мирта. Мирт считается главным символом немецкой свадьбы, он позволяет молодым получить благословление небес.
Самая распространённая традиция бросать букет незамужним гостьям впервые появилась на торжествах Америки. Девушка, заполучившая цветы, могла рассчитывать на удачу в любви. Со временем и ростом цены на цветочные композиции портить настоящий букет посчитали нецелесообразным. В связи с этим американцы начали готовить специально предназначенный для обряда «букет-дублёр». Сейчас такую традицию можно встретить практически на любой свадьбе вне зависимости от страны.